# ヴィットリア・アレオッティ
ヴィットリア・アレオッティ（Vittoria Aleotti, 1575年頃 – 1620年以降）はイタリアの作曲家・オルガニスト。恐らくはアウグスティノ会の修道女ラファエッラ・アレオッティ（Raffaella Aleotti, 1570年頃 – 1646年以降）と同一人物と看做されており、幼名がヴィットリア、後の名がラファエッラだったという可能性がきわめて高い。

## 略歴
著名な建築家ジョヴァンニ・バッティスタ・アレオッティを父にフェラーラに生まれた。姉が音楽の稽古をしているところを聞きかじり、その後6歳になると、やすやすとチェンバロを弾いてみせて家族を仰天させた。後にアレッサンドロ・ミレヴィッレから2年間の指導を受け、14歳になると、音楽面で名高かったフェラーラ聖ヴィート女子修道院（アウグスティノ会系）に入って教育を受けた。1636年から1639年まで小修道院長に就任した。
アレオッティの名は、M.A.グァリーニによる1621年のフェラーラ案内書の中で、音楽について非常に博学な人物として言及されており、モテットやマドリガーレが出版されていることも話題にされている。アレオッティはジョヴァンニ・バッティスタ・グァリーニの数多くのマドリガーレに曲付けをしており、それを父ジョヴァンニが後でツァッフォ伯（del Zaffo）に献上したところ、伯爵は1593年にヴェネツィアのジャコモ・ヴィンチェンティ社に曲集として出版させている。同じく1593年には、モテット集がアマディーノ社によって出版されているが、これは女性作曲家の宗教曲としては、西洋音楽の歴史で最初に出版された例である。
作曲活動にくわえて修道院のオルガニストとしても活動し、さらに器楽奏者と声楽家から成る大規模なアンサンブルを指揮して演奏会を行なった。同時代の作家エルコーレ・ボットリガーリの著作によると、この合奏団は、イタリア屈指のアンサンブルの一つであったという。

## 註記
- Suzanne G. Cusick. "Raffaella Aleotti", Grove Music Online, ed. L. Macy (accessed February 15 2006), grovemusic.com (subscription access).
- Suzanne G. Cusick. "Vittoria Aleotti", Grove Music Online, ed. L. Macy (accessed February 15 2006), grovemusic.com (subscription access).